# 7150 Маккеллар
7150 Маккеллар (7150 McKellar) — астероїд головного поясу, відкритий 11 жовтня 1929 року.
Тіссеранів параметр щодо Юпітера — 3,488.